# Aeroportul Frutillar
Aeroportul Frutillar (IATA: FRT, ICAO: SCFR) este un aeroport din Chile ce deservește zona Frutillar. A fost numit după zona deservită.
Situat la o altitudine de 143 m, aeroportul dispune de o singură pistă.